# Авл Дуцений Гемин
Авл Дуце́ний Геми́н (лат. Aulus Ducenius Geminus; умер, предположительно, после 73 года) — древнеримский государственный деятель, занимавший, по разным версиям, в 54, 55, 60 или 61 году должность консула-суффекта.

## Биография

### Происхождение
Авл принадлежал к неименитому плебейскому роду, происходившему, предположительно, из Патавия. Впрочем, о его представителях известно только благодаря эпиграфическим источникам. 

### Гражданско-политическая карьера
Благодаря одной греческой надписи известно, что Авл в неустановленное время исполнял обязанности квестора на Киренаике, а после — народного трибуна. По разным версиям, в 54, 55, 60 или 61 году он достиг вершины политической карьеры римского сенатора, удостоившись должности консула-суффекта. В правление императора Нерона Авл исполнял обязанности легата-пропретора Далмации. При императоре Гальбе Гемин был префектом Города (вплоть до января 69 года). После мятежных событий 68—69 годов, с приходом к единоличной власти Веспасиана, Авл находился на посту проконсула Азии (некоторые исследователи относят азиатское наместничество Дуцения к 73/74 году).
Помимо того, из той же надписи следует, что Дуцений состоял в жреческих коллегиях квиндецемвиров священнодействий и севиров-агусталов.